# Who Then Now?
Who Then Now? è il primo album video del gruppo musicale statunitense Korn, pubblicato il 18 marzo 1997 dalla Epic Records.

## Descrizione
Uscito originariamente in VHS, contiene le interviste dei componenti della band dopo l'uscita del loro album Life Is Peachy, e i video musicali di Blind, Shoots and Ladders, Clown e Faget. Quest'ultimo video è inedito; infatti non è mai stato mandato in onda.
La videocassetta è pressoché introvabile, ma si possono ritrovare i video nel DVD Deuce dell'11 giugno 2002.
Il 14 luglio 2009 Who Then Now? è stato ripubblicato in formato DVD, senza contenuti extra.

## Tracce
1. Blind
2. Shoots and Ladders
3. Clown
4. Faget

## Formazione
- Jonathan Davis - voce, cornamusa
- Fieldy - basso
- Munky - chitarra
- Head - chitarra, voce
- David - batteria